# Нудл
Noodle (укр. Нудл) — вигадана гітаристка, учасниця віртуального гурту Gorillaz. Як і інші учасники віртуального гурту, вигадана художником Джеймі Хюлеттом і Деймоном Алберном в 1998 році. 2014 року відкрилися подробиці створення персонажки — Джеймі Хюлетт: «Коли я вигадав Нудл, я малював щось на кшталт сімнадцятирічних дівчат з гітарами, а Деймон сказав: „Ти постійно малюєш одне і теж, чому би не намалювати щось інше?“. Тоді я намалював десятирічну дівчинку і, здається, це спрацювало».

## Біографія
Нудл народилася 31 жовтня 1990 року в місті Осака, Японія. У десять років вона прибула до Англії на поріг до гурту Gorillaz у поштовій коробці доставки FedEx після того, як музиканти розмістили оголошення, що їм потрібен гітарист для гурту. Вона знала англійською тільки слово локшина, тому її назвали Нудл. Звикла до Англії та стала четвертою, останньою учасницею гурту, гітаристкою.

## Смерть
Нудл, яка жила на летючому острові, гине в кліпі El Manana (2006 року). В інтерв'ю MTV автор, Деймон Албарн, описує подію так: «Вона на острові з кліпу Feel Good Inc, який є відтворенням свободи і духу і який збивають чорні гелікоптери. Оскільки Нудл знаходиться на острові, вона потрапляє в язики полум'я, в безодню. Це підходить музичному кліпу, оскільки в пісні співається про кінець чогось. Але в неї є також надія. Можливо, в майбутньому станеться щось хороше». В цьому інтерв'ю музикант натякнув також, що героїня може знову з'явитися.
У кліпі до пісні "On melancholy hill" ми бачимо що Нудл вижила та перебуває на кораблі який прямує до Plastic beach

## Нудл-кіборг
Через деякий час Мердок знаходить частини ДНК Нудл і на їх основі створює Нудл-кіборга, погану версію Нудл в синьому береті, яка фігурує в альбомі Plastic Beach. Нудл-кіборг має пам'ять Нудл, вміє грати на гітарі і має додаткову зброю. Нова Нудл з'являється в кліпі Stylo 2010 року. На початку кліпу Мердок разом з Нудл-кіборгом і Туді їдуть на автомобілі марки Шевроле Камаро 1969 року випуску довгим шосе, відстрілюючись від поліцейського, але в цей час Нудл-кіборгові прострілюють голову, після чого вона ламається на деякий час. Після цих подій Мердок і Туді лагодять Нудл на підводному човні. Потім вони втрьох прибувають на пластиковий острів, де розгортається решта подій. В кліпі On Melancholy Hill справжня Нудл з'являється знову, з чого виходить, що Нудл не померла.

## Озвучування персонажки
Голос Нудл озвучувала у перших синглах гурту Міхо Гаторі. Починаючи з 2000 року персонажку озвучувала японська акторка Гарука Коруда, вона також озвучувала Нудл в час першого платинового туру гурту, в 2005 році. За даними New York Post Нудл озвучувала Тіна Веймут з гурту Talking Heads, Шон Райдер з Happy Mondays і Розі Вілсон.

## Представлення
Гітарні партії Нудл виконували Саймон Катц, Саймон Тонг з гурту The Verve і Деймон Албарн.